# پژو ۱۰۴
پژو ۱۰۴ (به انگلیسی: Peugeot 104) یک خودرو سوپر مینی ساخت پژو است که طراحش پائولو مارتین است. این خودرو بین سال‌های ۱۹۷۲ تا ۱۹۸۸ تولید می‌شد و اولین پژوئی بود که در مولوز تولید می‌شد. این خودرو شباهت‌های بصری فراوانی با سیتروئن ویزا و تالبوت سامبا دارد و شاید تنها تفاوتش با خودروهای مذکور این باشد که علاوه بر صورت هاچبک به صورت‌های سدان و استیشن و کوپه و رودستر نیز تولید می‌شد. این خودرو در سال ۱۹۸۸ تولیدش توقف یافت و با چند سال وقفه در سال ۱۹۹۱ پژو ۱۰۶ به عنوان جانشین آن معرفی شد. البته پژو ۲۰۵ هم جانشین این خودرو محسوب می‌شود که البته عرضه اش زودتر از توقف تولید ۱۰۴ بود.

## نگارخانه

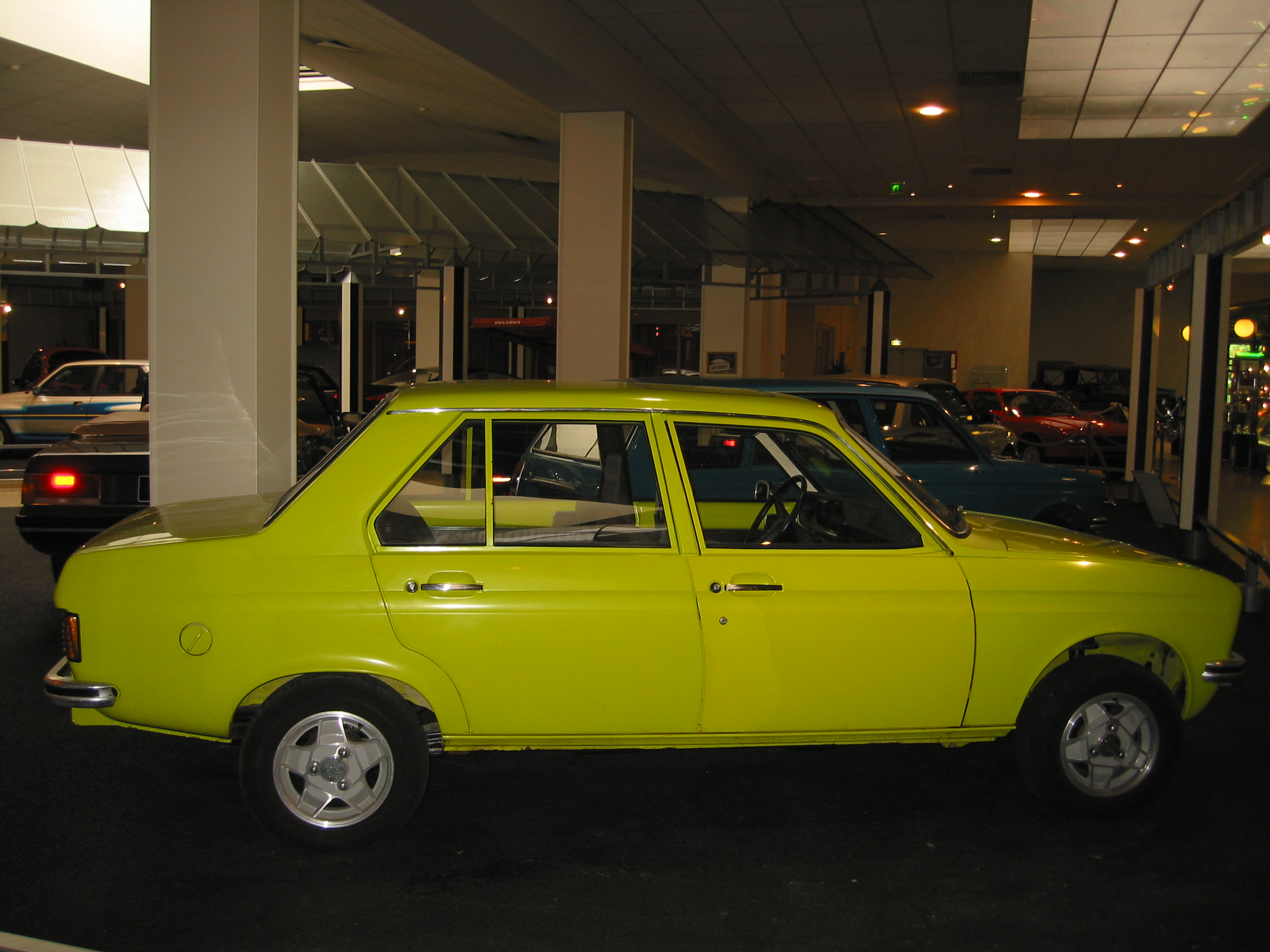
پژو ۱۰۴ سدان
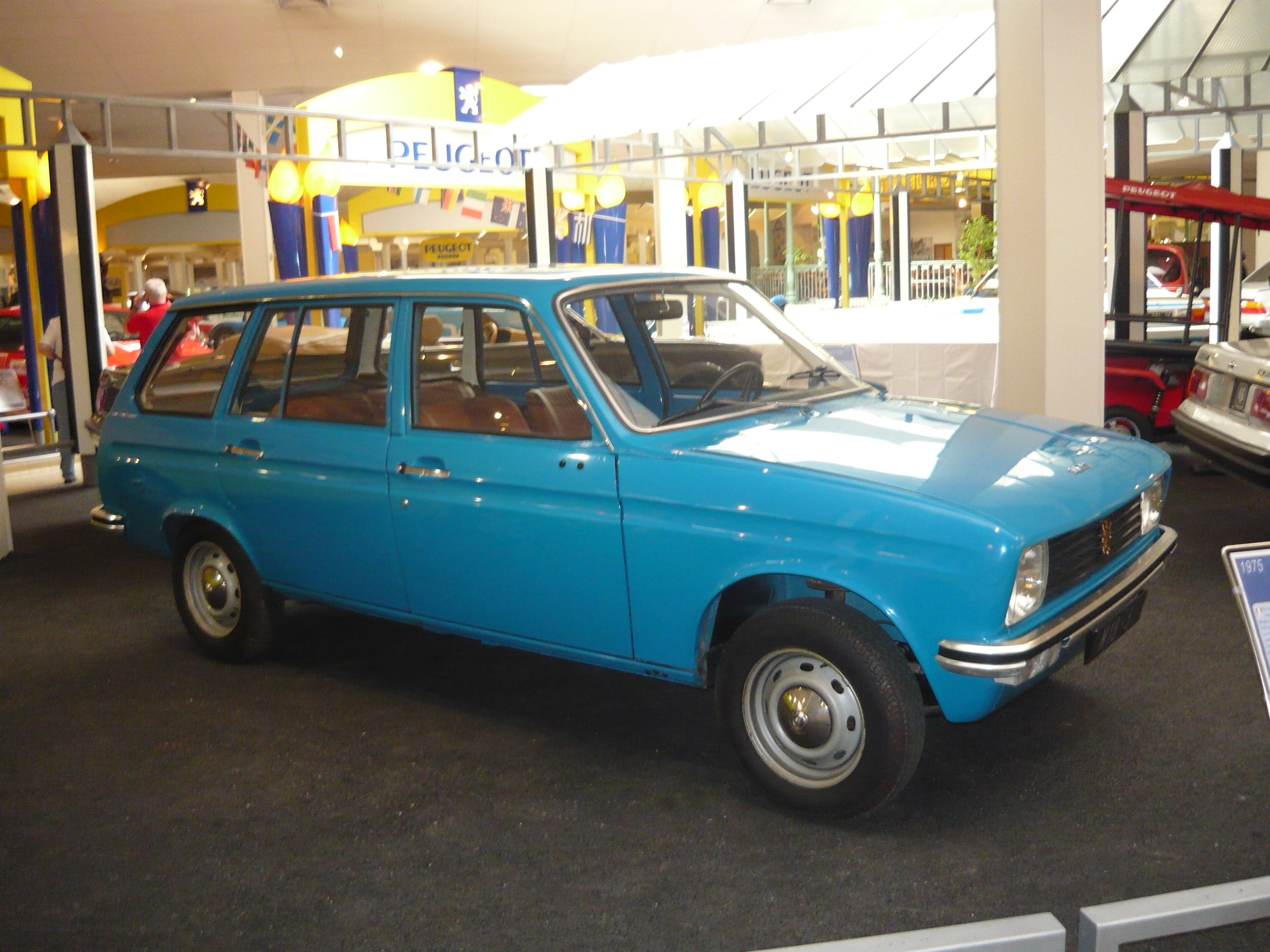
پژو ۱۰۴ استیشن
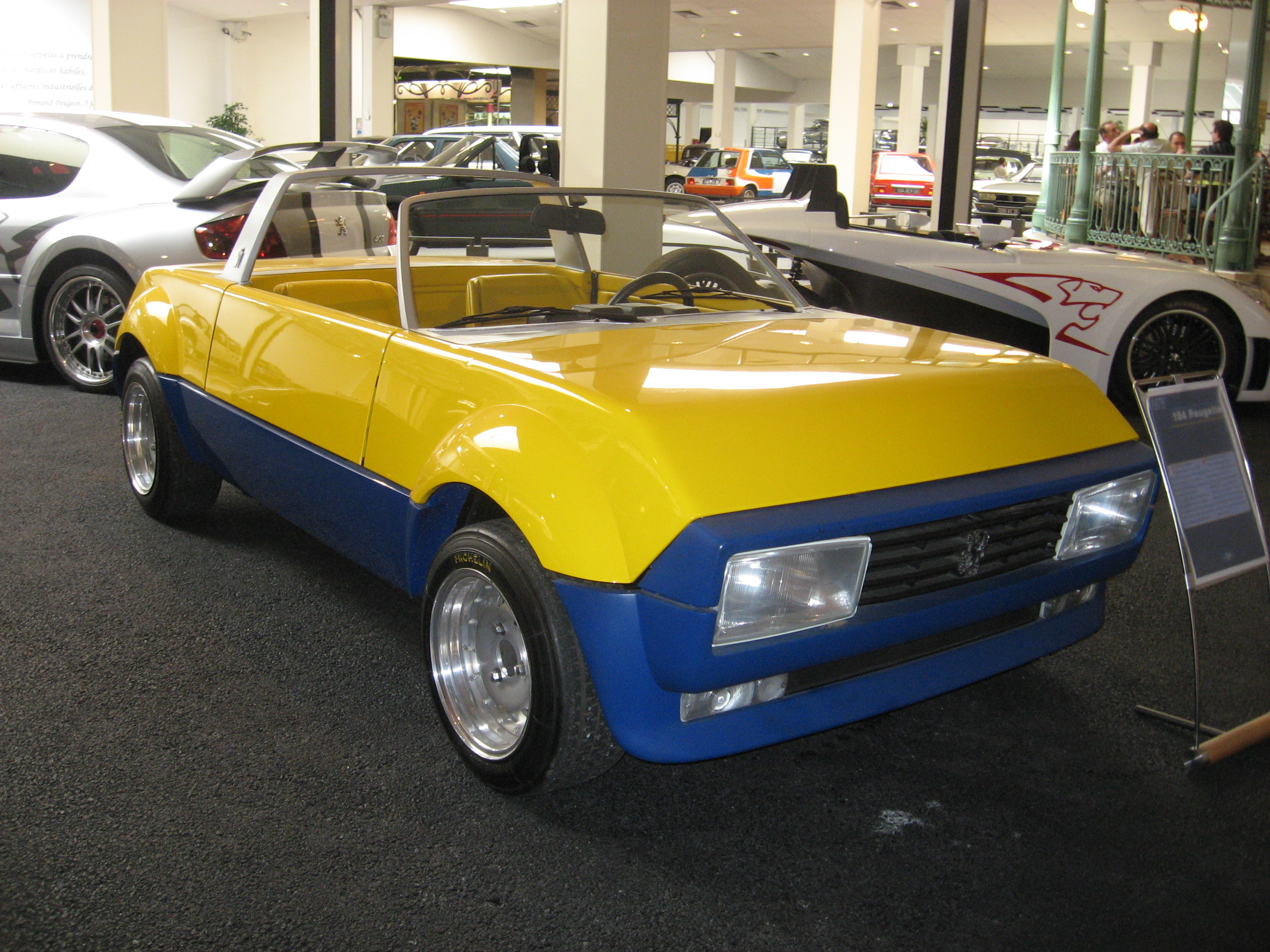
پژو ۱۰۴ رودستر
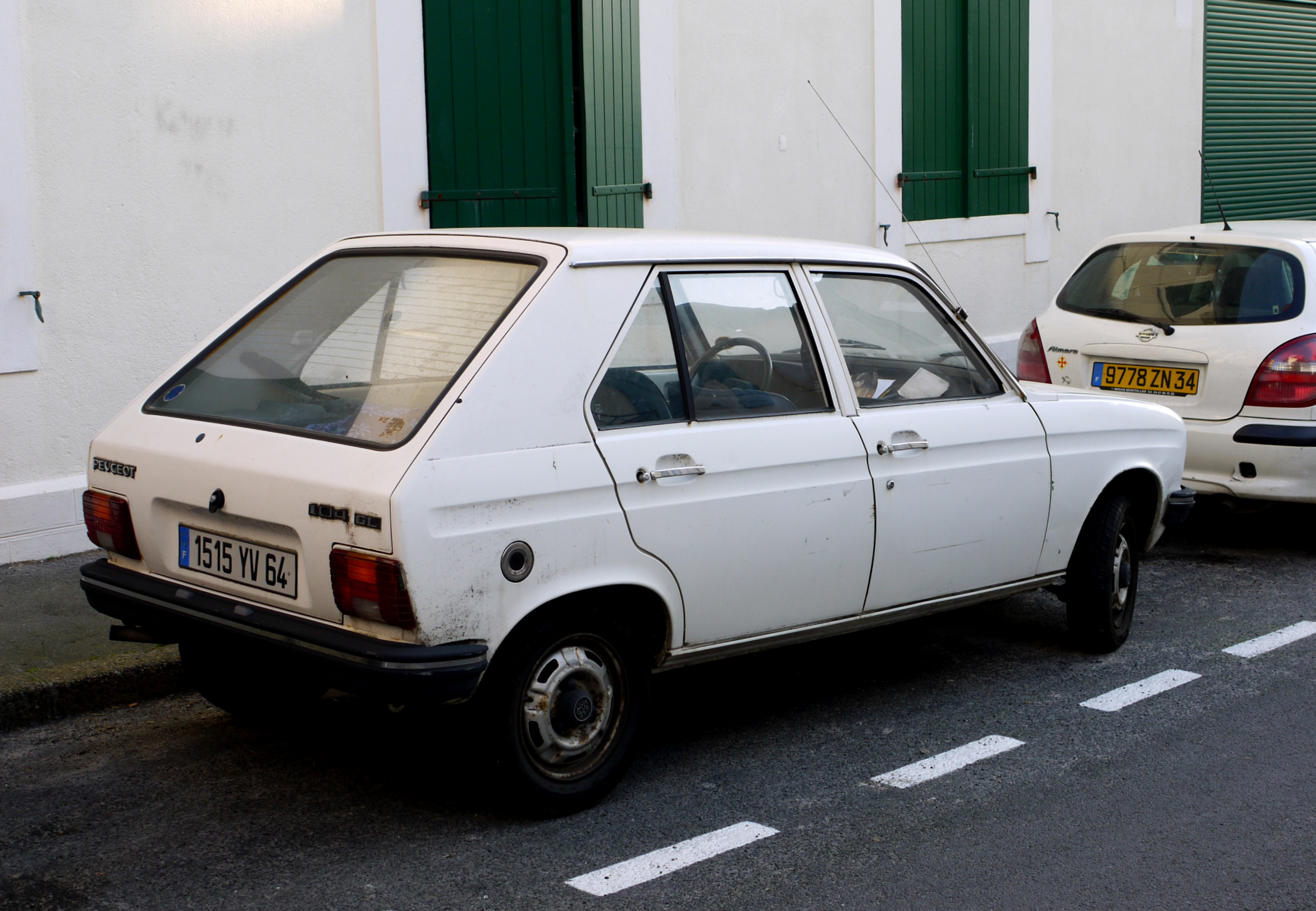
نمای پشت
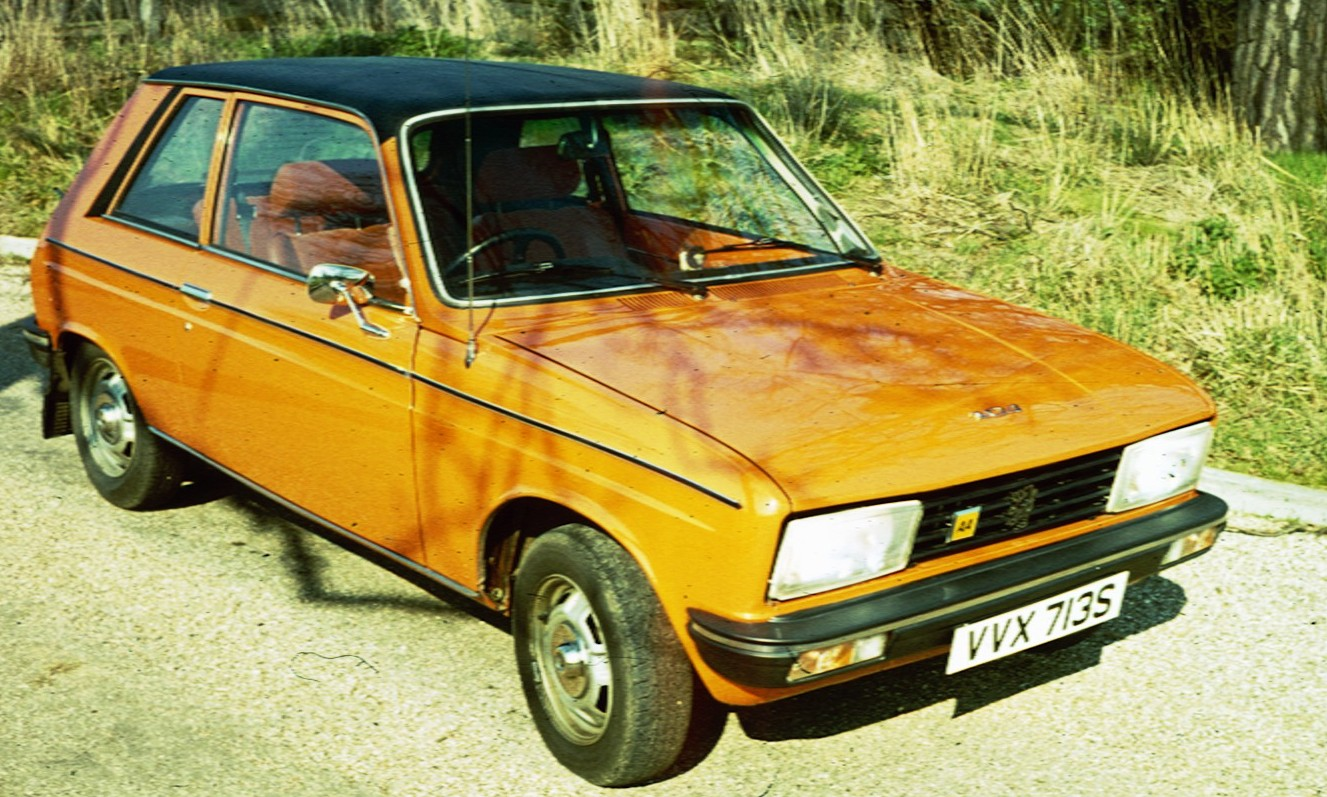
پژو ۱۰۴ سه در
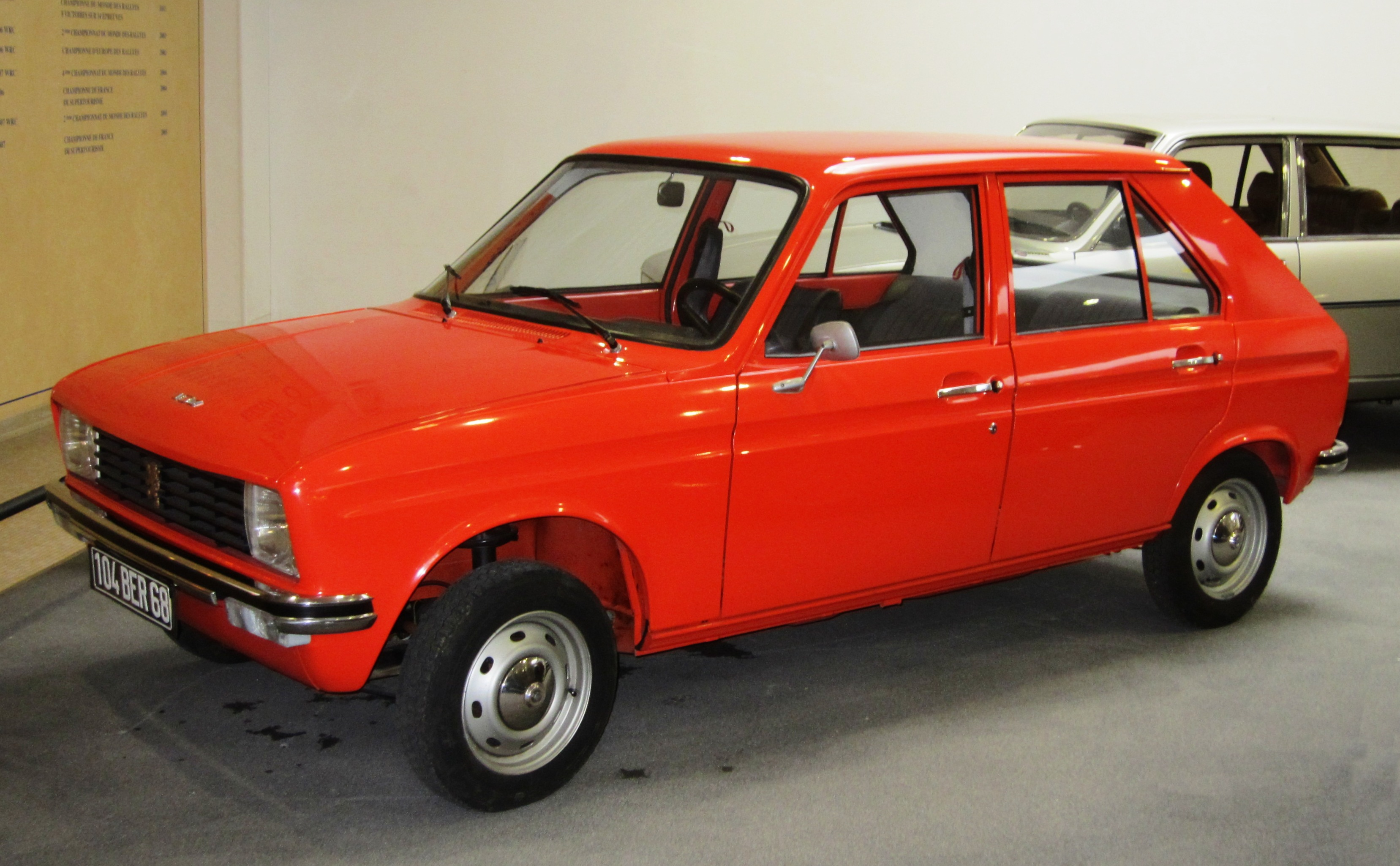
پژو ۱۰۴ پنج در